# هشنه
هشنه یک روستا در ایران است که در دهستان گرده و منطقه پیله رود واقع شده‌است. هشنه ۹۴ نفر جمعیت دارد. مردم این منطقه به زبان های فارسی ، تالشی و ترکی آذری تکلم میکنند ولی زبان اصلی این منطقه و نامی که بر آن گذاشته اند (پیله رود) به زبان تالشی است